# Choi (nome coreano)
Choi, é um nome de família muito comum na Coreia. Em países de língua inglesa, é mais frequentemente anglicizado como Choi e às vezes como Choe. Coreanos de etnia pertencente a antiga União Soviética preferem a forma Tsoi (Tsoy), que é o equivalente a transcrição em cirílico de Цой (Choi).

## Etimologia
Choi (Hangul: 최) é escrito com o carácter hanja: 崔, que significa "Um governador que supervisiona a terra e a montanha". O sobrenome Choi também significa montanha ou pináculo.
Choi (崔), originalmente escrito em hanja, é uma palavra derivada da combinação de duas palavras ancestrais chinesas:
- 山 é um pictograma que simboliza uma montanha;
- 隹 é um pictograma que simboliza um pássaro.

## Pronúncia
Em coreano, 최 é normalmente pronunciado como [tɕʰwe], exceto por alguns falantes mais antigos que o pronunciam [tɕʰø] (o som desta vogal é similar ao alemão: ö [ø]). Em inglês,  é mais frequentemente pronunciado como /ˈtʃɔɪ/ "Choy".
崔 é romanizado como Cuī e pronunciado como [tsʰwéɪ] em Mandarin.  E ainda, como Cheuī [tsʰɵ́y] em Cantonês e Chhui [tsʰuí] em Hokkien.

## Clãs
Há aproximadamente 160 clãs de Chois, porém em sua maioria pequenos. No entanto, Choi é o quarto sobrenome mais comum na Coreia. O seu maior clã no país é o Gyeongju Choi, com uma população de dois mil sul-coreanos de 976.820 mil pessoas. Os Gyeongju Choe reivindicam terem o estudioso Silla Choe Chi-won como fundador.

## Lista de pessoas notáveis

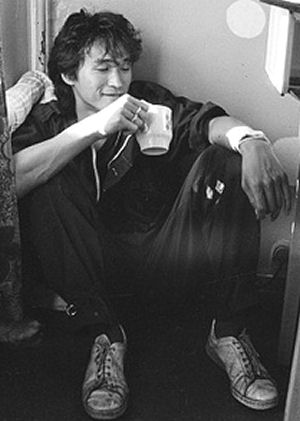
Músico soviético Viktor Tsoi. Ele foi o fundador e o vocalista líder da banda de rock Kino.

- Choi hyung-won, membro do boy group sul-coreano Monsta x
- Anita Tsoi (Choi Hae-soo), cantora pop russa, esposa de Sergey Tsoy
- Ashley Choi (Choi Bi-na, Nome artístico: Ashley), membro e líder do girl group Ladies' Code
- Choi Ji-su, membro do girl group sul-coreano ITZY
- Choi Chol-su, pugilista norte-coreano
- Choe Chung-heon, ditador militar do período Goryeo
- Dan Choi, ativista estadunidense dos direitos LGBT e ex-oficial
- David Choi, popular cantor coreano-americano no YouTube
- Choi Dong-wook, nome real do cantor sul-coreano Se7en
- Choi Eun-kyung, jogadora sul-coreana de hockey
- Gina Choi, nome real da cantora de K-pop coreana-canadense G.NA
- Choi Han, dublador sul-coreano
- Choi Han-bit, modelo sul-coreana
- Choi Hee-seop, jogador sul-coreano de beisebol
- Choi Hong Hi, general sul-coreano considerado o principal findador do taekwondo
- Choi Hwee-sung, nome real do cantor sul-coreano Wheesung
- Jay Pil Choi, economista estadunidense
- Jennifer Choi, violinista estadunidense
- Choi Ji-woo, atriz sul-coreana
- Choi Jin-cheul, futebolista da K-League
- Choi Jin-ri (1994-2019), nome real de Sulli, atriz e ex-membro do girl group sul-coreano f(x)
- Choi Jin-sil (1968–2008), atriz sul-coreana, apelidada de "A atriz da nação"
- Choe Jun (1884–1970), empresário e filantropo
- Kenneth Choi, ator estadunidense
- Choi Kwang Jo criador do Choi Kwang Do
- Choi Kyoung-hwan, político sul-coreano
- K. J. Choi (Choi Kyung-ju), jogador de golfe profissional
- Choi Kyu-hah (1919–2006), presidente transitório da Coreia do Sul após o assassinato de Park Chung-hee
- Choe Manri, um dos primeiros críticos do hangul
- Choi Minho, membro do boy group sul-coreano SHINee
- Choe Myong-ho, futebolista norte-coreano
- Choe Nam-seon (1890–1957), historiador coreano e ativista da independência
- Sergey Tsoy (Choi Yong-eun), político russo
- Choi Seung-hyun, nome real de T.O.P, ator e rapper do boy group sul-coreano BIGBANG
- Choi Jun-hong Nome real de Zelo rapper, dançarino, cantor e beatboxer sul-coreano B.A.P
- Choi Siwon, ator e membro do boy group sul-coreano Super Junior
- Choi Soo-jin, dubladora sul-coreana
- Choi Sooyoung, atriz e membro do girl group sul-coreano Girls' Generation
- Choi Sook-bin (1670–1718), concubina de Sukjong e mãe de Yeongjo de Joseon
- Steven Choi, político estadunidense
- Choe Sung-chol, Ex-vice-presidente do Comitê de Paz Ásia-Pacífico da RPDC; A partir de 2008, iniciou um "severo" treinamento comunista em uma fazenda de frango da Coreia do Norte[2]
- Choi Sung-kuk, futebolista da K-League
- Choi Sung-yong, futebolista da K-League
- Susan Choi, novelista estadunidense
- Choi Tae-uk, futebolista da J-League
- Choe U (d. 1249), ditador militar do período Goryeo
- Viсtor Tsoi, músico de rock soviético e líder da banda Kino
- Choi Won-kwon, futebolista da K-league
- Choi Woo-hyuk, ator sul-coreano
- Choi Woo-hyuk, ator sul-coreano
- Choi Woo-shik, ator sul-coreano
- Choe Yeong-ui, fundador do karatê Kyokushin, mais conhecido como Masutatsu Oyama
- Choi Yong-kun (1903-1972), soldado e político norte-coreano
- Choi Yong-soo, futebolista da J-League
- Choi Yong-soo, pugilista sul-coreano
- Choi Yong-sool, fundador do hapkido
- Choi Young-Jae, cantor de um conhecido boy group chamado Got7
- Choi Yubin, integrante do girl group sul-coreano NATURE
- Choi San, membro do boy group sul-coreano Ateez